# 233 f.Kr.
| 233 f.Kr.          |
| ------------------ |
| Dødsfald - Fødsler |

## Dødsfald
- Ashoka, indisk kejser (født 304 f.Kr.).